# Malattia di Gumboro
Malattia di Gumboro o bursite infettiva è un'infezione altamente contagiosa dei giovani polli che vede coinvolto soprattutto il tessuto linfoide, con una particolare predilezione per la borsa di Fabrizio. Tale malattia deve il suo nome alla località (Gumboro, Delware, USA) ove furono segnalati nel 1962 i primi focolai. In Italia è comparsa nel 1965 e da allora è stata sempre presente.